# Municipio de Clearwater (Nebraska)
El municipio de Clearwater (en inglés: Clearwater Township) es un municipio ubicado en el condado de Antelope en el estado estadounidense de Nebraska. En el año 2010 tenía una población de 554 habitantes y una densidad poblacional de 5,97 personas por km².

## Geografía
El municipio de Clearwater se encuentra ubicado en las coordenadas 42°7′50″N 98°14′17″O / 42.13056, -98.23806. Según la Oficina del Censo de los Estados Unidos, el municipio tiene una superficie total de 92.75 km², de la cual 92,66 km² corresponden a tierra firme y (0,1 %) 0,09 km² es agua.

## Demografía
Según el censo de 2010, había 554 personas residiendo en el municipio de Clearwater. La densidad de población era de 5,97 hab./km². De los 554 habitantes, el municipio de Clearwater estaba compuesto por el 94,58 % blancos, el 0,18 % eran afroamericanos, el 0,36 % eran asiáticos, el 4,15 % eran de otras razas y el 0,72 % eran de una mezcla de razas. Del total de la población el 9,39 % eran hispanos o latinos de cualquier raza.